# Allhallows, Kent
Allhallows (engelskt uttal: [ɔlˈhæloʊz]) är en ort och civil parish i grevskapet Kent i sydöstra England. Orten ligger i enhetskommunen Medway på halvön Hoo, cirka 13 kilometer nordost om Rochester. Tätorten (built-up area) hade 1 683 invånare vid folkräkningen år 2021.